# Kurt Marti
Kurt Marti (Berna, 31 gennaio 1921 – Berna, 11 febbraio 2017) è stato un poeta e pastore evangelico svizzero.
Ha studiato Teologia all'Università di Berna e dal 1948 era pastore riformato.
È considerato fra i più rappresentativi poeti svizzeri del '900.
Per la sua attività poetica è stato insignito del premio Grosser Literaturpreis della città di Berna e il premio Kurt-Tucholsky-Preis.
Ha partecipato alla sceneggiatura di Dällebach Kari.